# Apheliona wallacei
Apheliona wallacei är en insektsart som beskrevs av Irena Dworakowska 1994. Apheliona wallacei ingår i släktet Apheliona och familjen dvärgstritar.
Artens utbredningsområde är Brunei. Inga underarter finns listade i Catalogue of Life.